# Now or Never
Now or Never är debutalbumet som soloartist av Nick Carter från Backstreet Boys, släppt 2002.
Tree singlar släpptes från albumet, men ingen av dem lyckades speciellt bra på USA:s topplistor. Första singeln, "Help Me", nådde #9 på den Kanadensiska singellistan. "I Got You" blev en mindre hit i Europa.

## Låtlista
| Nr  | Titel                                    | Låtskrivare                                                | Producent(er)                  | Längd |
| --- | ---------------------------------------- | ---------------------------------------------------------- | ------------------------------ | ----- |
| 01. | "Help Me"                                | Matthew Gerrard, Michele Vice-Maslin                       | Matthew Gerrard                | 3:09  |
| 02. | "My Confession"                          | Nick Carter, Gary Clark, Martin Brammer                    | Gary Clark, Martin Brammer.    | 3:50  |
| 03. | "I Stand for You"                        | Nick Carter, Brian Kierulf, Josh Schwartz                  | Brian Kierulf, Josh Schwartz   | 3:07  |
| 04. | "Do I Have to Cry for You"               | Nick Carter, Brian Kierulf, Josh Schwartz                  | Brian Kierulf, Josh Schwartz   | 3:37  |
| 05. | "Girls in the USA" (featuring Mr. Vegas) | Nick Carter, Brian Kierulf, Josh Schwartz                  | Steve Mac                      | 4:07  |
| 06. | "I Got You"                              | Max Martin, Rami                                           | Max Martin, Rami               | 3:57  |
| 07. | "Is It Saturday Yet?"                    | Nick Carter, Steve Lunt, Gary Clark, Martin Brammer        | Gary Clark, Martin Brammer     | 3:14  |
| 08. | "Blow Your Mind"                         | Max Martin, Per Aldeheim                                   | Max Martin, Rami, Per Aldeheim | 3:34  |
| 09. | "Miss America"                           | Steve Lee, Mark Taylor, Aleena                             | Mark Taylor                    | 3:55  |
| 10. | "I Just Wanna Take You Home"             | Max Martin, Per Aldeheim, Rami                             | Max Martin, Rami, Per Aldeheim | 2:55  |
| 11. | "Heart Without a Home (I'll Be Yours)"   | Steve Mac, Wayne Hector                                    | Steve Mac                      | 4:46  |
| 12. | "Who Needs the World"                    | C. Midnight, G. Edwards, L. Christy, S. Spock              | The Matrix                     | 3:30  |
| 13. | Bonus Track: "Scandalicious"             | Nick Carter, Daniel Gibson, Douglas Carr, Julius Bengtsson | Douglas Carr                   | 2:54  |
| 14. | Bonus Track: "Forever Rebel"             | Nick Carter, W. Johnson, Phil Thornalley                   | Phil Thornalley                | 3:48  |

## Singlar
1. "Help Me" (2002)
2. "Do I Have to Cry for You" (2002)
3. "I Got You" (2003)